# Alte Reithalle (Stuttgart)

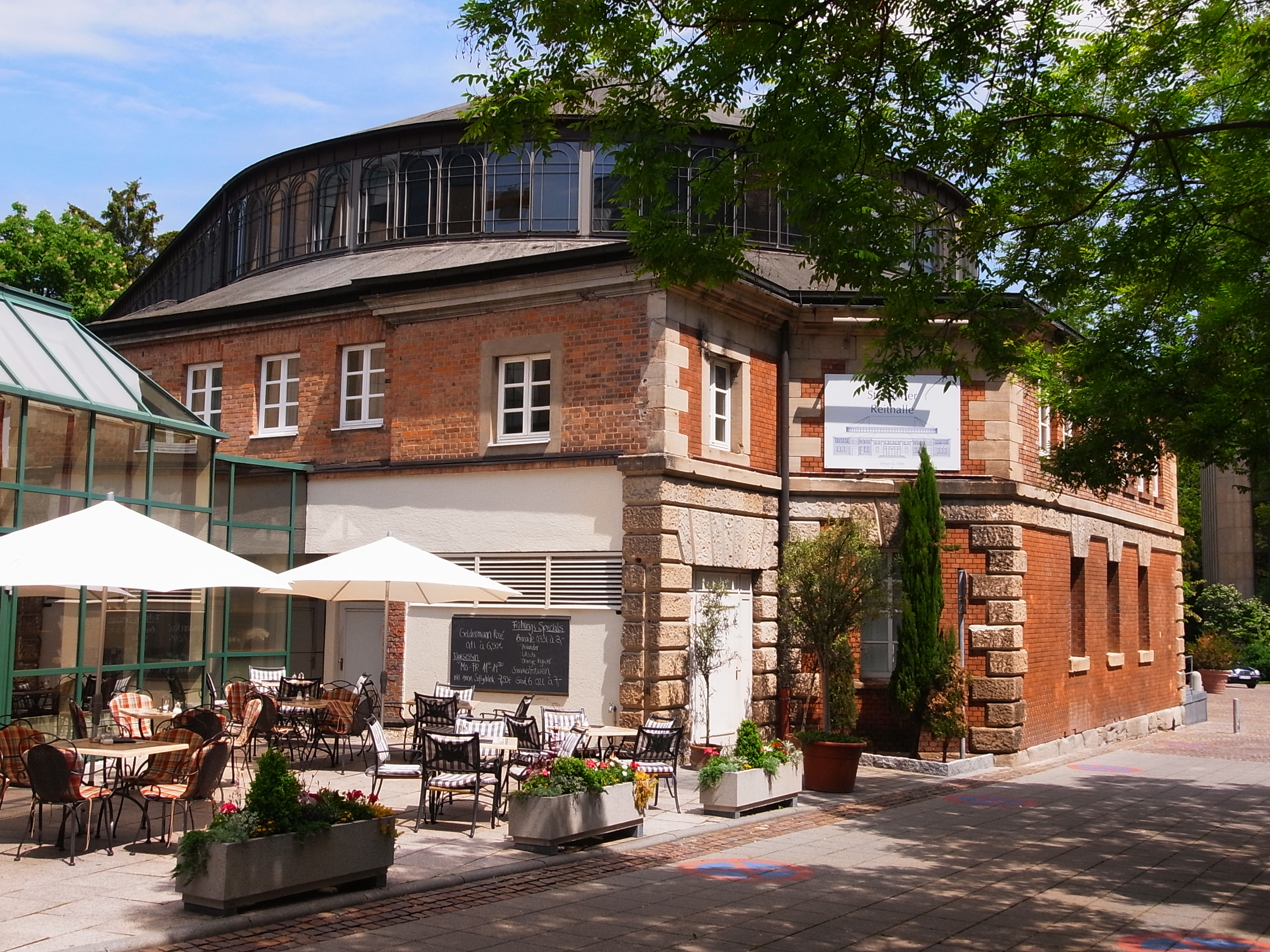
Die Alte Reithalle

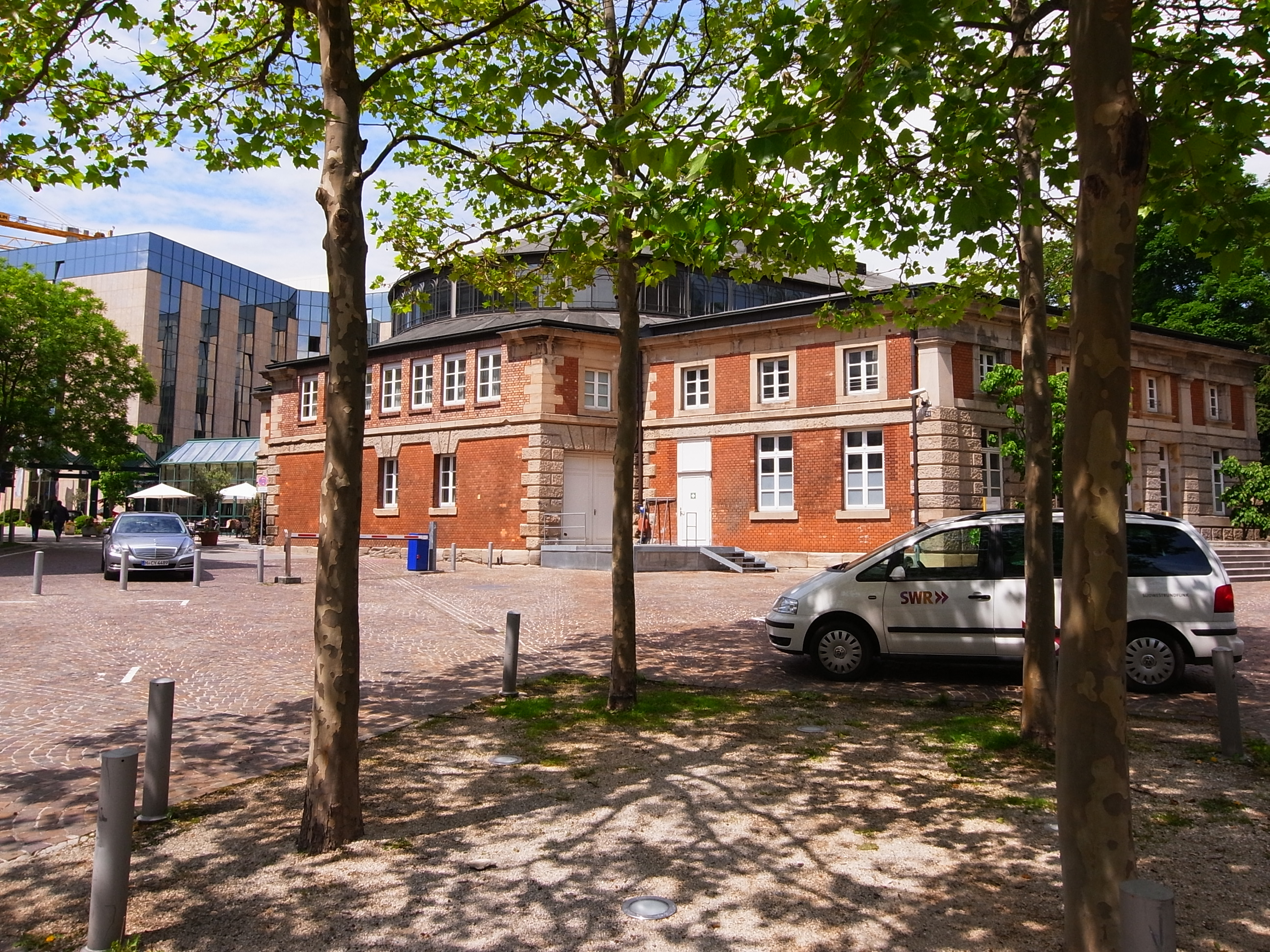
Die Alte Reithalle aus südöstlicher Perspektive; links daneben das Maritim-Hotel

Die Alte Reithalle an der Forststraße 2a ist ein bedeutendes Denkmal der Eisenarchitektur des 19. Jahrhunderts in der baden-württembergischen Landeshauptstadt Stuttgart. Erbaut wurde sie zur Entfaltung des städtischen Pferdemarktes.

## Geschichte

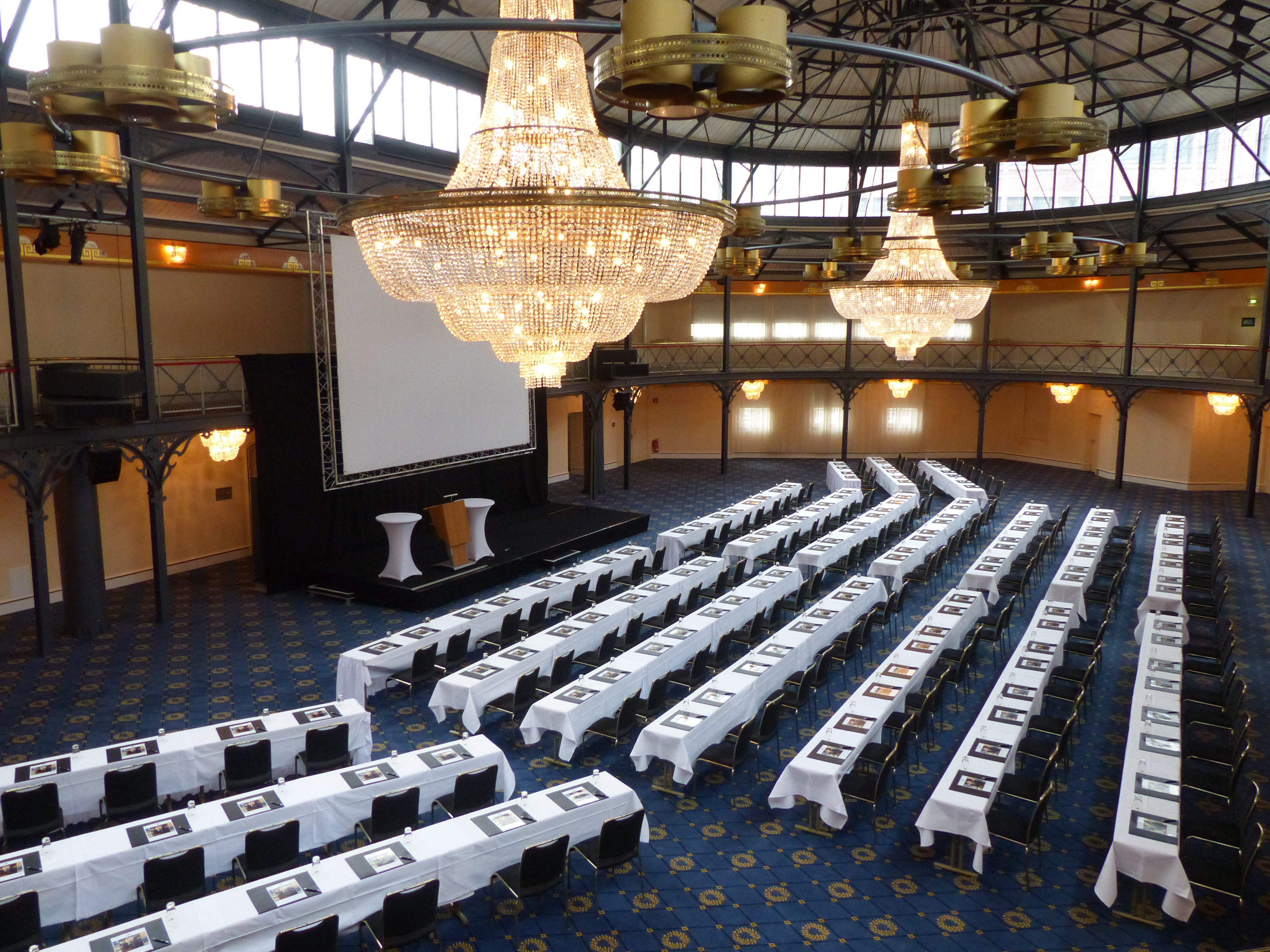
Innenansicht der Alten Stuttgarter Reithalle mit parlamentarischer Bestuhlung

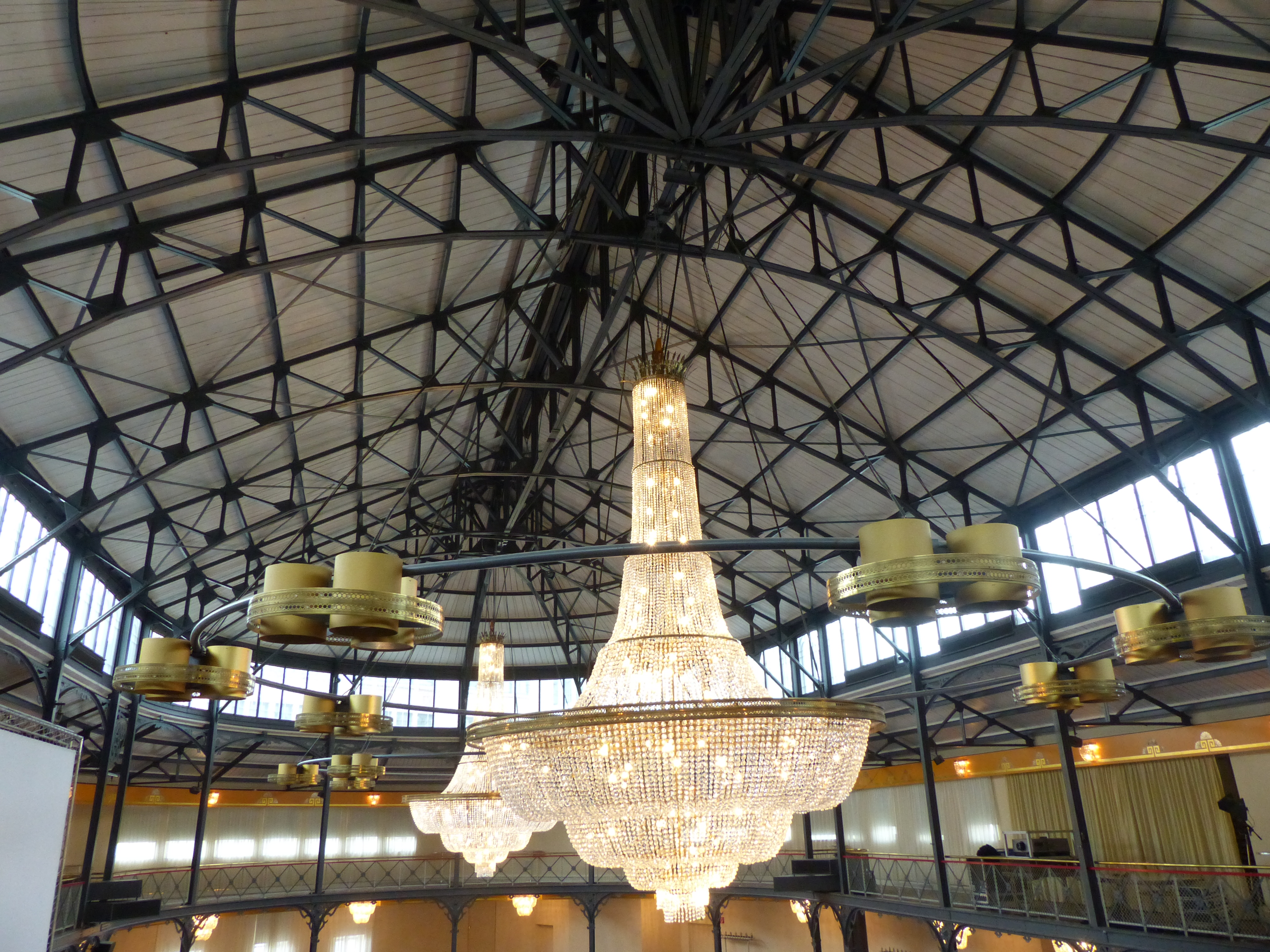
Kronleuchter in der Alten Stuttgarter Reithalle

Die Eisen-Glas-Konstruktion im Stil der Neorenaissance wurde in den Jahren 1887 und 1888 auf Initiative privater Interessensgruppen erbaut. Progressiv war die Verwendung neuer Technologien, im Stil der italienischen Renaissance. Das Gebäude steht unter Denkmalschutz. Konzipiert hatte die Halle der Architekt Robert von Reinhardt, verantwortlich auch für das Marienhospital Stuttgart, nach dem Vorbild einer modernen Mehrzweckhalle. Sie sollte Reitsportveranstaltungen, Pferdevorführungen, Zirkus- und Operettendarbietungen aufnehmen sowie anderen Ausstellungen und Vorführungen ein Forum bieten. Insoweit kann sie als Vorläufer der Hanns-Martin-Schleyer-Halle gelten. Für Reitsportveranstaltungen wurde vormals das 1839 erbaute „Königliche Reithaus“ an der Neckarstraße genutzt, eine Halle, die vom Architekten Giovanni Salucci, bekannt für seine bis heute existierenden Bauten Schloss Rosenstein und Grabkapelle auf dem Württemberg, erbaut worden war und bis 1958 stand.
Die Alte Reithalle stammt vom Architekten Robert von Reinhardt, Schüler von Christian Friedrich von Leins, einem bedeutenden Stuttgarter Architekten und Professor an der Technischen Hochschule. Verwendet wurde Backstein, dieser teils mit Sandstein-Fassung. Die Halle hat einen umlaufenden basilikalen Aufriss mit offener Empore. Diese ruht auf filigranen Stützen und verläuft unter einem durchgehenden Fensterband. Architekturhistorisch interessant und auffällig ist eine ovale Manege mit weit gespannter Dachkonstruktion aus eisernen Fachwerkträgern. Die Stützen sind absichtlich sichtbar gehalten.
1926 erwarb Bosch die Reithalle. Während des Zweiten Weltkrieges wurde sie 1944 erheblich zerstört und in etwas vereinfachter Form wieder aufgebaut. 1969 erwarb das Land die Halle. Lange diente sie als Lagerstätte, obgleich Pläne für anderweitige Nutzungen vorlagen, so als Mensa für die Universität und Kongresszentrum. 1989 wurde die Landesgirokasse Stuttgart Eigentümerin der Liegenschaft, die ab 1990 Renovierungsmaßnahmen durchführen ließ. Heute ist die Alte Reithalle in den Stuttgarter Maritim-Hotelkomplex integriert und dient diesem als Bankettsaal. Die Halle wird unter anderem für Kongresse, Ausstellungen, Produktpräsentationen und Gala-Veranstaltungen – sowohl geschäftlich als auch von Privatpersonen – genutzt. Zudem finden hier Eigenveranstaltungen des Hotels, z. B. die Weihnachts-Soulnight, statt. Highlight der Halle sind die beiden Kronleuchter, jeweils 6,50 m im Durchmesser und 672 kg schwer.

## Sonstiges
Südlich grenzt das „Bosch-Areal“, Firmenursitz des Bosch-Unternehmens, an. Südöstlich liegt die Liederhalle.
Koordinaten: 48° 46′ 50,2″ N, 9° 10′ 1,6″ O